# Зворничко поље
Зворничко поље простирало се од моста на Дрини за друмски саобраћај у Каракају на југу до ријеке Сапне у Челопеку на сјеверу и од Дрине на истоку до Јардана и Цера на западу. Било је једно од најплоднијих у Подрињу. До краја 1850-их, у Зворничком пољу није било кућа и грађевинских објеката, осим у делу Каракаја насељеном српским становништвом, већ је земљиште служило за пољопривреду. Ђиле, дио Каракаја насељен Бошњацима, су највјероватније настале 1862. Власници земљишта углавном су били Зворничани, мањим дијелом и Дивичани. На рубним дијеловима Поља, земљиште су посједовале и поједине каракајске породице.
Тилчада је дио Поља који се простирао од Хоче на југу до Сапне на сјеверу и између Дрине и пута Зворник-Козлук. Кроз Тилчаду је од давнина водио колски пут, од којег су се одвајали путићи на обје стране. Једини грађевински објекат у Тилчади била је кућа на имању Мехмеда еф. Хаџића.
У летњим данима, зворнички чобани су у Бексуји свако јутро сакупљали краве које би потом у караванима одвели на испашу у Пољу. Постојали су и пољари, који би обилазили поља пазећи да се усјевима ненанесе штета од људи и стоке.
До краја 1950-их и почетка 1960-их, Зворничко поље постепено нестаје и претвара се у индустријску зону. 1957. изграђена је циглана у саставу предузећа "Нови извор", 1962. Фабрика шперплоче, а 1970-их и 1980-их Фабрика гумених производа "Фагум", Творница обуће "Стандард", Фабрика одијела "Алхос", Транспортно предузеће "Дрина- транс“, Фабрика глинице „Бирач“, Творница механичког веза „Везионица“, Метално-монтажно предузеће „Универзал“, Дистрибутивни центар, „Зворник-путеви“, пекара, млин и др. Бетонски мост за друмски саобраћај подигнут је 1973, а за жељезнички 1991. Почетком 1970-их изграђен је нови асфалтни пут Зворник-Тузла, а асфалтиран је и пут Зворник-Козлук. У овом периоду читав простор некадашњег Зворничког поља почиње се називати Каракајем.